# حسابات مترجمة (رواية)
حسابات مترجمة (بالإنجليزية: Translated Accounts)‏ هي رواية للكاتب الإسكتلندي جيمس كيلمان ، نشرت عام 2001، عن دار نشر سيكر آند واربرغ.